# Tmesisternus benjamini
Tmesisternus benjamini là một loài bọ cánh cứng trong họ Cerambycidae.